# Nova Catalònia
Nova Catalònia, op. 17, és la primera simfonia per a gran orquestra composta per Joan Manén. També s'ha anomenat poema simfònic o Simfonia Nova Catalònia. S'estrenà el 1900 a Barcelona en la seva la primera versió (amb el títol ”Catalònia”) sota la direcció del mateix compositor quan aquest comptava amb disset anys. Més tard Joan Manén va realitzar una important reelaboració de l'obra fins a esdevenir la Simfonia Nova Catalònia, obra editada per Universal Edition l'any 1927. Tota la Simfonia està basada en cançons populars catalanes a excepció d'un tema original del compositor. Els temes populars catalans que apareixen són: Els segadors, El desembre congelat, El noi de la mare, L'hereu riera, El gegant del pi, El cant dels ocells, Fill del rei o La filla del marxant entre d'altres.
La Simfonia va ser interpretada a Plauen (1907), Leipzig (1908), Dresden i Berlín (1909 i 1921), Barcelona (1918, 1932 i 1934), Madrid (1918), Hamburg, Sant Petersburg o Nordhausen. Entre les interpretacions destacades hi ha la de l'Orquestra Filharmónica de Berlín sota la direcció de Fritz Reiner (1921), i la de l'Orquestra Pau Casals sota la direcció del mateix compoitor (1932).
L'obra es tornà a interpretar l'11 de setembre de 2011 al Palau de la Música Catalana en un concert organitzat per la Fundació Mas i Mas per reivindicar la figura del compositor. Potseriorment s'han realitzat noves interpretacions a càrrec de l'Orquestra Simfònica de Barcelona i Nacional de Catalunya dirigida per Xavier Puig a L'Auditori de Barcelona (2013) i a Frankfurt a càrrec de la Neue Philarmonie Frankfurt dirigida per Guido Johannes Rumstedt.